# Setodes bulgaricus
Setodes bulgaricus är en nattsländeart som beskrevs av Kumanski och Malicky 1976. Setodes bulgaricus ingår i släktet Setodes och familjen långhornssländor. Inga underarter finns listade i Catalogue of Life.